# (6492) 1991 OH1
(6492) 1991 OH1 es un asteroide perteneciente al cinturón de asteroides, región del sistema solar que se encuentra entre las órbitas de Marte y Júpiter descubierto el 18 de julio de 1991 por Henri Debehogne desde el Observatorio de La Silla, Chile.

## Designación y nombre
Designado provisionalmente como 1991 OH1. 

## Características orbitales
1991 OH1 está situado a una distancia media del Sol de 2,894 ua, pudiendo alejarse hasta 3,117 ua y acercarse hasta 2,672 ua. Su excentricidad es 0,077 y la inclinación orbital 3,215 grados. Emplea 1798,62 días en completar una órbita alrededor del Sol.
Peretenece a la familia de asteroides de (158) Koronis.

## Características físicas
La magnitud absoluta de 1991 OH1 es 13,16. Tiene 8,319 km de diámetro y su albedo se estima en 0,212. 